# Axel von Platen

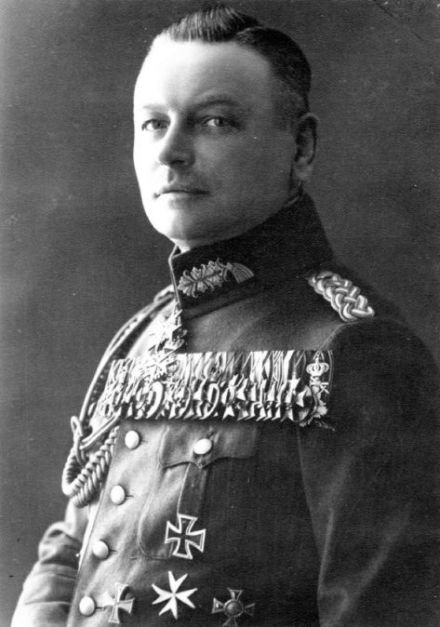
Axel von Platen (um 1920)

Georg Hellmuth Ulrich Axel von Platen (* 28. Juli 1876 in Mainz; † 23. August 1928 in Berlin) war ein deutscher Generalmajor der Reichswehr.

## Leben

### Familie
Axel von Platen entstammte einer märkischen uradligen Familie aus der Prignitz, die mit Conrad Ploten 1351 urkundlich zuerst erscheint. Seine Familie ist nicht zu verwechseln mit dem Geschlecht derer von Platen, das seine Heimat nicht in der Mark Brandenburg hat, sondern aus Rügen-Pommern stammt. Er war der Sohn des preußischen Oberstleutnants Max von Platen (1842–1920) und von dessen ersten Ehefrau Auguste, geborene Braun (1852–1881). Platen war seit dem 12. Oktober 1910 mit Käthe von Dallwitz (1889–1936) verheiratet. Aus dieser Ehe ging der Sohn Detlev von Platen (1911–1984) hervor, der im Bundesgrenzschutz bis zum Generalmajor aufstieg. Der Politiker Claus von Platen war sein Halbbruder aus der zweiten Ehe des Vaters mit seiner Schwägerin Lucy Braun.

### Militärkarriere
Er trat nach seiner Erziehung im Kadettenkorps am 9. Februar 1893 als Fähnrich in das 3. Garde-Regiment zu Fuß der Preußischen Armee ein, um Berufsoffizier zu werden. Wie in Friedenszeiten üblich, avancierte er nur langsam. Er wurde während des Ersten Weltkrieges ausschließlich in verschiedenen Generalstäben verwendet. Für die Planung, die zum Erfolg der Durchbruchsschlacht bei Saint-Quentin-La Fère am 21. und 22. März 1918 während der Frühjahresoffensive führte, wurde Platen am 21. April 1918 mit dem Orden Pour le Mérite ausgezeichnet. 
Nach Beendigung des Krieges schloss sich Platen am 10. Januar 1919 dem Freikorps Gerstenberg an und wurde am 1. Mai 1919 als Bataillonskommandeur in das Reichswehr-Schützen-Regiment der Vorläufigen Reichswehr übernommen. Mit Bildung der Reichswehr erhielt er das Kommando über das II. Bataillon des Infanterie-Regiments 2. Es folgten Verwendungen beim Stab der 2. Division sowie als Chef des Stabes der Inspektion des Erziehungs- und Bildungswesens. Vom 1. Dezember 1925 bis 31. Dezember 1927 diente Platen als Kommandeur des 2. (Preußisches) Infanterie-Regiments und wurde zwischenzeitlich am 1. Februar 1927 zum Generalmajor befördert. Er war dann beim Stab des Gruppenkommandos 1 tätig, bevor er zum 31. März 1928 aus dem aktiven Militärdienst schied. Platen erlag wenige Monate später einem Schlaganfall.
Seiner evangelischen Kirche verbunden wurde er Rechtsritter des Johanniter-Ordens.